# Аргун-хан
Аргун-хан (бл. 1258 — 7 березня 1291) — хан держави Ільханів у 1284—1291 роках.

## Життєпис
Походив з династії Чингізідів-Хулагуїдів. Син Абака-хана, володаря держави Ільханів, та Хаймаш-хатун, несторіанки. При народженні отримав християнське ім'я та був похрещений.
У 1282 році його батька було вбито, проте трон за монгольським звичаєм посів стрийко Аргуна — Текудер. У 1284 року він підняв у Хорасані повстання проти Текюдера. У травні супротивники зустрілися в околицях Акходжі, неподалік від Казвіну. Запекла і тривала битва завершилася поразкою Аргуна, який потрапив у полон. Та тільки-но бранця привезли в табір дядька, його звільнив емір Бука. Багато беків Текюдера вже давно були незадоволені своїм володарем і тепер перейшли на бік Аргуна. Покинутий усіма Текюдер втік і деякий час переховувався. У серпні його захопили і стратили. Аргун посів трон Ільханів.
Невдовзі вимушений був у 1284—1285 роках відбивати напад військ Чагатайського улусу, який намагався скористатися розгардіяшем у державі Ільхані. Втім Аргун-хан зумів зберегти володіння попередників. 1285 році відправив посольство до папи римського Гонорія IV. У 1286 року здійснено грабіжницький похід до Пенджабу.
Основні зусилля зосередив на протистоянні Золотій Орді на Кавказі, тобто збереженні володінь Ільханів в Грузії та Ширвані. У 1288 та 1299 роках відбив напади на кавказькі володіння Тула-Буги, хана Золотої Орди. Для зміцнення влади над Грузією, у 1290 році оженив свою сестру Ольджат на Вахтанзі II, царі Східної Грузії.
При цьому планував влаштувати новий похід проти Єгипту. Тому вирішив домовитися з християнськими володарями Європи, яких намагався умовити очолити хрестовий похід проти Мамлюкського Єгипту. 1288 року відправив посольство до папи римського Миколая IV, Філіппа IV, короля Франції, та Едуарда I, короля Англії. У 1289 року відправлено посольство до папського престолу та друге — до короля Франції. Втім ці надії не справдилися. Тому Аргун-хан не надав допомоги сирійським християнам під час нападу єгипетського султана Калауна, який захопив до 1289 року Латтакію та Триполі. У 1289—1290 роках придушив повстання караунасів на чолі із Наврузом, хакімом Нікудерійської орди.
Водночас за правління Аргун-хана почалося піднесення роду Джалаїрідів, а його очільник емір Бука набув значного впливу в адміністрації держави. При цьому на відміну від свого попередника підтримував усі християнські секти, особливо несторіан. Але також виявляв терпимість до мусульман і юдеїв, сам же сповідував буддизм. За часів Аргун-хана візиром був Саад аль-Дава, що був юдеєм.
У 1290 році, отримавши допомогу з Генуї, Аргун-хан розпочав у Багдаді великі роботи зі створення військових галер, маючи намір відправити військовий флот до Червоного моря, щоб перервати торгівлю Єгипту з Індією. Потім суднобудівництво було перенесено до Басри. Але конфлікти в середині генуїзців (між гвельфами і гібелінами) звели усі початкові роботи нанівець.
Зрештою після перемовин кінця 1290 року вдалося умовити папи римського Миколая IV оголосити хрестовий похід проти Єгипту. До нього долучився Гетум II, короля Вірменії, що був васалом Ільханів. У 1291 році Аргун-хан помер після тривалого вживання зілля для досягнення довголіття, натомість лише отруївся, від чого помер 7 березня того ж року. Владу успадкував його брат Гайхату.

## Родина
Дружина — Ккутлуг-хатун
Діти:
- Газан-хан, володар держави Ільханів у 1295—1304 роках

Дружина — Урук-хатун
Діти:
- Олджейту, володар держави Ільханів у 1304—1316 роках